# Departamentos da França

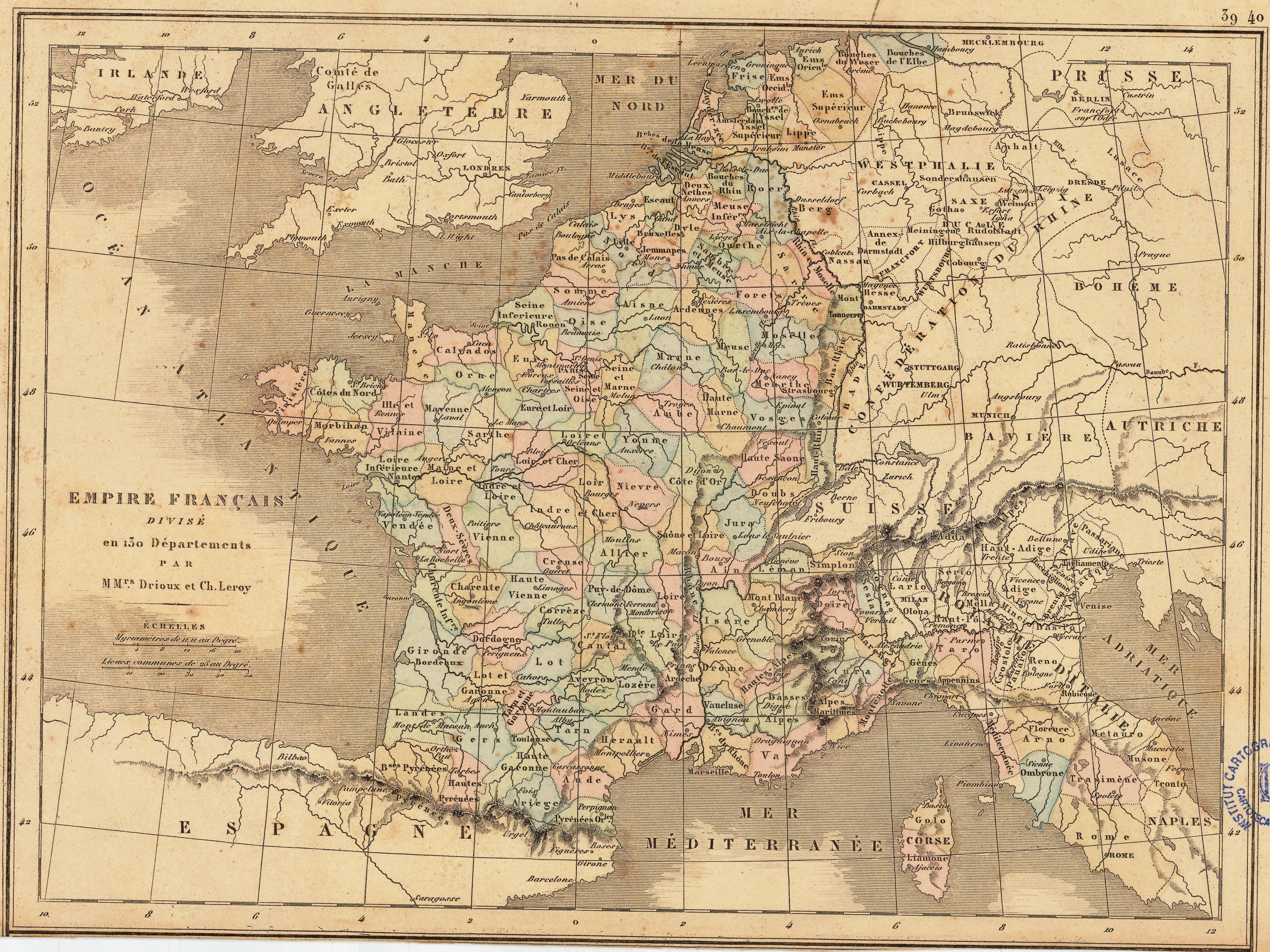
Departamentos franceses no governo de Napoleão

A República Francesa é dividida administrativamente em 101 departamentos (em francês: départements): 96 departamentos metropolitanos e cinco departamentos ultramarinos (francês: départements d'outre-mer), os DOM. Cada departamento constitui tanto uma divisão administrativa como uma coletividade territorial (em francês: collectivité territoriale).
Os departamentos são numerados por ordem alfabética do nome, à exceção do Território de Belfort, dos departamentos da região parisiense, dos departamentos ultramarinos e dos departamentos que mudaram de nome desde sua criação. Os números dos departamentos fazem parte da vida cotidiana, pois se encontram nas placas dos veículos, nos códigos postais e nos números da segurança social (previdência social).
Os departamentos metropolitanos eram numerados originalmente em ordem alfabética, até as mudanças de denominação e as subdivisões da Île-de-France em 1964 (efetivas desde 1965).
Depois da subdivisão do departamento da Córsega (cujo número era 20) em dois novos departamentos, ocorrida em 1976, a Córsega do Sul (Corse-du-Sud) e a Alta Córsega (Haute-Corse) receberam novos códigos, respectivamente 2A e 2B. Estes novos códigos aparecem nas placas dos veículos e nos números da segurança social (somente para as pessoas nascidas depois da subdivisão), enquanto o velho código continua a ser utilizado no código postal e nos números da previdência das pessoas nascidas antes de 1976.
A última grande mudança no caráter dos departamentos ocorreu em 2 de março de 1985, quando foi aprovada uma lei que transferiu o poder executivo local, até então exercido pelo prefeito (préfet), ao presidente do Conselho Geral (Conseil Général).
A partir de 1 de janeiro de 2016 a França passou de 22 para 13 regiões metropolitanas: Altos de França, Auvérnia-Ródano-Alpes, Borgonha-Franco-Condado, Bretanha, Centro-Vale do Loire, Córsega, Grande Leste, Ilha de França, Normandia, Nova Aquitânia, Occitânia, País do Loire e Provença-Alpes-Costa Azul. As regiões ultramarinas continuam sendo cinco: Guadalupe, Guiana, Reunião, Martinica e Maiote.

## Localização dos departamentos metropolitanos

Departamentos de França

## Lista e numeração dos departamentos da França
| \| \| Os 101 departamentos de França das 18 regiões francesas \| | | |
| Auvérnia-Ródano-Alpes (Auvergne-Rhône-Alpes) 01 Ain 03 Allier 07 Ardèche 15 Cantal 26 Droma (Drôme) 38 Isera (Isère) 42 Loire 43 Alto Loire (Haute-Loire) 63 Puy-de-Dôme 69 Ródano (Rhône) 69 Metrópole de Lyon (Métropole de Lyon) — coletividade com estatuto especial 73 Saboia (Savoie) 74 Alta Saboia (Haute-Savoie) Borgonha-Franco-Condado (Bourgogne-Franche-Comté) 21 Côte-d'Or 25 Doubs 39 Jura 58 Nièvre 70 Alto Sona (Haute-Saône) 71 Sona e Loire (Saône et Loire) 89 Yonne 90 Território de Belfort (Territoire de Belfort) Bretanha (Bretagne) 22 Costas da Armória (Côtes-d'Armor) 29 Finistère 35 Ille e Vilaine (Ille-et-Vilaine) 56 Morbihan Centro-Vale do Loire (Centre-Val de Loire) 18 Cher 28 Eure e Loir (Eure-et-Loir) 36 Indre 37 Indre e Loire (Indre-et-Loire) 41 Loir e Cher (Loir-et-Cher) 45 Loiret Córsega (Corse) 2A Córsega do Sul (Corse-du-Sud) 2B Alta Córsega (Haute-Corse) Grande Leste (Grand Est) 08 Ardenas (Ardennes) 10 Aube 51 Marne 52 Alto Marne (Haute-Marne) 54 Meurthe e Mosela (Meurthe-et-Moselle) 55 Mosa (Meuse) 57 Mosela (Moselle) 67 Baixo Reno (Bas-Rhin) 68 Alto Reno (Haut-Rhin) 88 Vosgos (Vosges) | Altos da França (Hauts-de-France) 02 Aisne 59 Norte (Nord) 60 Oise 62 Pas-de-Calais 80 Somme Ilha de França (Île-de-France) 75 Paris — coletividade com estatuto especial 77 Sena e Marne (Seine-et-Marne) 78 Yvelines 91 Essonne 92 Altos do Sena (Hauts-de-Seine) 93 Sena-São Dinis (Seine-Saint-Denis) 94 Vale do Marne (Val-de-Marne) 95 Vale do Oise (Val-d'Oise) Normandia (Normandie) 14 Calvados 27 Eure 50 Mancha (Manche) 61 Orne 76 Sena Marítimo (Seine-Maritime) Nova Aquitânia (Nouvelle-Aquitanie) 16 Carântono (Charente) 17 Carântono Marítimo (Charente-Maritime) 19 Corrèze 23 Creuse 24 Dordonha (Dordogne) 33 Gironda (Gironde) 40 Landes 47 Lot e Garona (Lot-et-Garonne) 64 Pirenéus Atlânticos (Pyrénées-Atlantiques) 79 Deux-Sèvres 86 Vienne 87 Alto Vienne (Haute-Vienne) Occitânia (Occitanie) 09 Arieja (Ariège) 11 Aude 12 Aveyron 30 Gardão (Gard) 31 Alto Garona (Haute-Garonne) 32 Gers 34 Erau (Hérault) 46 Lot 48 Lozère 65 Altos Pirenéus (Hautes-Pyrénées) 66 Pirenéus Orientais (Pyrénées-Orientales) 81 Tarn 82 Tarn e Garona (Tarn-et-Garonne) | País do Loire (Pays de la Loire) 44 Loire Atlântico (Loire-Atlantique) 49 Maine e Loire (Maine-et-Loire) 53 Mayenne 72 Sarthe 85 Vendeia (Vendée) Provença-Alpes-Costa Azul (Provence-Alpes-Côte d'Azur) 04 Alpes da Alta Provença (Alpes-de-Haute-Provence) 05 Altos Alpes (Hautes-Alpes) 06 Alpes Marítimos (Alpes-Maritimes) 13 Bocas do Ródano (Bouches-du-Rhône) 83 Var 84 Valclusa (Vaucluse) Departamentos e regiões de ultramar (DROM) 971 Guadalupe (Guadeloupe) 972 Martinica (Martinique) 973 Guiana (Guyane) 974 Reunião (Réunion) 976 Maiote (Mayotte) (cada um deles com o estatuto de região a distrito único) Coletividades e territórios de ultramar (CTOM) 975 São Pedro e Miquelão (Saint-Pierre-et-Miquelon) 977 São Bartolomeu (Saint-Barthélemy) 978 São Martinho (Saint-Martin) 984 Terras Austrais e Antárticas Francesas (Terres australes et antarctiques françaises) 986 Wallis e Futuna (Wallis-et-Futuna) 987 Polinésia Francesa (Polynésie française) 988 Nova Caledônia (Nouvelle-Calédonie) 989 Ilha de Clipperton (Île Clipperton) (cada um deles com estatutos específicos) |
| Drapeau français | Os 101 departamentos de França das 18 regiões francesas | Drapeau français |